# Nghệ leonid
Nghệ leonid (danh pháp khoa học: Curcuma leonidii) là một loài nghệ được phát hiện tại Vườn quốc gia Bù Gia Mập thuộc tỉnh Bình Phước, Việt Nam năm 2005 và được mô tả, công nhận loài mới năm 2013, công bố trên tạp chí Phytotaxa số 126 tháng 8 năm 2013.

## Phát hiện
Mẫu vật nghệ leonid đầu tiên được Leonid Vladimirovich Averyanov (một nhà khoa học người Nga đã có nhiều nghiên cứu về thực vật Việt Nam) và cộng sự phát hiện ra trong cuộc khảo sát tại Vườn quốc gia Bù Gia Mập năm 2005. Lúc đầu, mẫu vật được nhận định là của loài địa liền lá hẹp (Kaempferia angustifolia) được William Roscoe mô tả khoa học đầu tiên năm 1807. Tuy nhiên, những bức ảnh mẫu vật này sau đó đã chỉ ra những đặc điểm được xác định là một loài mới. Tên khoa học của loài được đặt theo tên của Leonid Vladimirovich Averyanov, người đầu tiên phát hiện ra loài này.

## Phân bố
Loài này có tại tỉnh Bình Phước, miền nam Việt Nam. Loài này là một loại địa thực vật sinh sống trong tầng dưới tán của các khu rừng thường xanh lá rộng vùng đất thấp, thường ven suối, ở cao độ 350–400 m.

## Mô tả
Tương tự như C. harmandii ở chỗ cụm hoa bao gồm các lá bắc màu xanh lục không có mào rõ ràng, nhưng khác với nó ở chỗ có cụm hoa thu gọn hơn (so với thuôn dài hơn ở C. harmandii), các thùy tràng hoa màu trắng (so với màu ánh lục), các nhị lép bên màu trắng hình mác ngược-hình thìa (so với màu trắng ánh lục gần như thẳng) và cánh môi màu trắng với đường giữa màu vàng đậm và rõ ràng, các bên của nửa đáy của đường giữa có lông tơ mềm, có vết màu đỏ và mép gần như phẳng (so với cánh môi màu trắng với đường giữa có lông tơ màu vàng được viền quanh với ánh hồng, đặc biệt về phía đỉnh và mép nhăn). Ra hoa tháng 4-5, tạo quả tháng 7.